# Åke Skyttevall
Åke Skyttevall, né le 28 février 1956 à Stockholm, en Suède, est un ancien joueur suédois de basket-ball.